# Асикага (род)
Род Асикага (яп. 足利氏 Асикага-си) — самурайский род с 1333 до 1572 в средневековой Японии. Принадлежит к роду Минамото потомков императора Сэйва. Основатель рода — Минамото-но Ёсиясу.
Представители боковой линии рода Минамото получили новую фамилию Асикага от местности Асикага в провинции Симоцуке, где находились их владения. Минамото-но Ёсиясу впервые передал изменённое имя своим детям. Его сын Асикага Ёсиканэ (1154—1199) стал вассалом сёгунов из Камакуры и заключил брак с семьёй Ходзё, обеспечив высокий статус собственной семьи. За преданную службу Асикага получили земли в провинциях Кадзуса и Микава. Увеличение земельных владений стало причиной разрастания рода, боковые ветви которого образовали новые самурайские роды — Хосокава, Хатакеяма, Сиба, Имагава и другие.
В 1333 году род Асикага порвал с Камакурским сёгунатом и присоединился к императорским войскам, которые низвергли первое самурайское правительство. Однако разногласия с императором Го-Дайго вынудили предводителя рода, Асикагу Такаудзи, выступить против вчерашних союзников и учредить новое самурайское правительство — сёгунат Муромати (1338—1573).
За время правления первых трёх сёгунов была создана централизованная административная система власти. Однако она сильно ослабела начиная с XV века. Следующие предводители рода Асикага не смогли остановить центробежных тенденций в стране, что обусловило гибель сёгуната от войск провинциального военачальника Оды Нобунаги.
Кроме главной линии сёгунов (сэйи тайсёгунов) Асикага, резиденция которых находилась в Киото, существовала также боковая линия Асикага, так называемых «повелителей» (яп. 公方 кубо:), ставка которых находилась в городе Камакура. Эти кубо, невзирая на формальную зависимость от столичной власти, имели достаточно широкую автономию. Их часто называли «владетелями Восточной Японии».
В период Эдо (1603—1867) потомки сёгунов Асикага превратились в рядовых самураев, которые руководили рядом небольших владений хан в Японии. После реставрации Мэйдзи (1868) некоторые представители семьи вошли в состав правительства.
Род Асикага существует поныне.

## Линия сёгунов
- Асикага-но Такаудзи, сын Асикага-но Садаудзи, р. 1305, в 1319 получил ранг дзюгоигэ и должность дзибу-но тайфу, в 1332 получил ранг дзюгоидзё, в 1333 получил должность тиндзюфу сёгун, в 1333 получил ранг дзюсиигэ и должность сахёэ-но ками, в 1333 получил ранг дзюсамми и должность Мусаси-но ками, в 1334 получил ранг сёсамми и должность санги, в 1336 получил ранг дзюнии и должность гон-дайнагон, в 1338 получил ранг сёнии, сэйи тайсёгун 1338—1358
- Асикага-но Ёсиакира, сын Асикага-но Такаудзи, р.1330, в 1335 получил ранг дзюгоигэ, в 1342 получил ранг сёгоигэ, в 1342 получил должность самарё-но гогэн, в 1347 получил ранг дзюсиигэ, в 1350 получил должности санги и саконъэ-но тюдзё, в 1356 получил ранг дзюсамми, сэйи тайсёгун 1358—1367, в 1359 получил должность Мусаси-но ками, в 1363 получил должность гон-дайнагон, в 1363 получил ранг дзюнии, в 1367 получил ранг сёнии
- Асикага-но Ёсимицу, сын Асикага-но Ёсиакира, р.1358, в 1366 получил ранг дзюгоигэ, в 1367 получил ранг сёгоигэ и должность самарё-но гогэн, сэйи тайсёгун 1368—1394, в 1373 получил должности санги и саконъэ-но тюдзё, в 1375 получил ранг дзюсамми, в 1378 получил должности гон-дайнагон и уконъэ-но тайсё, в 1378 получил ранг дзюнии, в 1380 получил ранг дзюитии, в 1381 получил должность найдайдзин, садайдзин 1382—1388, в 1382 получил должность Го-Энъюин-бэтто, в 1383 получил должность дзюнсанго, дадзёдайдзин 1394—1395, ум.1408
- Асикага-но Ёсимоти, сын Асикага-но Ёсимицу, р.1386, в 1394 получил ранг сёгоигэ и должность самарё-но гогэн, сэйи тайсёгун 1394—1423, в 1397 получил ранг дзюсамми, в 1400 получил ранг дзюнии, в 1401 получил должность гон-дайнагон, в 1402 получил ранг сёнии, в 1402 получил ранг дзюитии, в 1406 получил должность уконъэ-но тайсё, найдайдзин 1409—1419, ум.1428
- Асикага-но Ёсикадзу, сын Асикага-но Ёсимоти, р.1407, сэйи тайсёгун 1423—1425
- Асикага-но Ёсинори, сын Асикага-но Ёсимицу, р.1394, в 1419 получил духовную должность дайсодзё, в 1428 получил ранг дзюгоигэ и должность самарё-но гогэн, в 1429 получил должности санги и саконъэ-но тюдзё, сэйи тайсёгун 1429—1441
- Асикага-но Ёсикацу, сын Асикага-но Ёсинори, р.1434, сэйи тайсёгун 1441—1443
- Асикага-но Ёсимаса, сын Асикага-но Ёсинори, р.1436, в 1446 получил ранг дзюгоигэ и должность дзидзю, в 1448 получил должность самарё-но гогэн, сэйи тайсёгун 1449—1473, в 1449 получил должности санги и уконъэ-но тюдзё, в 1460 получил ранг дзюитии и должность садайдзин, в 1464 получил должность дзюнсанго, ум.1490
- Асикага-но Ёсихиса, сын Асикага-но Ёсимаса, р.1465, сэйи тайсёгун 1473—1489
- Асикага-но Ёситанэ, сын Асикага-но Ёсими, сына Асикага-но Ёсинори, р.1466, сэйи тайсёгун 1490—1493, 1508—1521, ум.1523
- Асикага-но Ёсидзуми, сын Асикага-но Масатомо, сына Асикага-но Ёсинори, р.1480, сэйи тайсёгун 1494—1508, ум.1511
- Асикага-но Ёсихару, сын Асикага-но Ёсидзуми, р.1511, сэйи тайсёгун 1521—1546, ум.1550
- Асикага-но Ёситэру, сын Асикага-но Ёсихару, р.1536, сэйи тайсёгун 1546—1565
- Асикага-но Ёсихидэ, сын Асикага-но Ёсикорэ, р.1538, сэйи тайсёгун 1568
- Асикага-но Ёсиаки, сын Асикага-но Ёсихару, р.1537, сэйи тайсёгун 1568—1573, в 1569 получил ранг дзюсамми и должность гон-дайнагон, ум.1597

## Линия Камакура—Кога кубо
- Асикага-но Мотоудзи, сын Асикага-но Такаудзи, р.1340, в 1352 получил ранг дзюгоигэ и должность самарё-но гогэн, в 1359 получил должность сахёэ-но ками, Камакура-но кубо 1349—1367, в 1364 получил ранг дзюсамми и должность сахёэ-но ками
- Асикага-но Удзимицу, сын Асикага-но Мотоудзи, р.1359, Камакура-но кубо 1367—1398, в 1373 получил ранг дзюгоигэ и должность самарё-но гогэн, в 1380 получил ранг дзюсиигэ и должность сахёэ-но ками, в 1392 получил ранг дзюсамми
- Асикага-но Мицуканэ, сын Асикага-но Удзимицу, р.1378, Камакура-но кубо 1398—1409, в 1398 получил ранг дзюсиигэ и должность сахёэ-но ками
- Асикага-но Мотиудзи, сын Асикага-но Мицуканэ, р.1398, в 1410 получил должность самарё-но гогэн, Камакура-но кубо 1409—1439, в 1423 получил ранг дзюсамми и должность сахёэ-но ками
- Асикага-но Сигэудзи, сын Асикага-но Мотиудзи, р.1438, Камакура-но кубо 1447—1455, в 1449 получил ранг дзюгоигэ и должность самарё-но гогэн, в 1451 получил ранг дзюсиигэ и должность сахёэ-но ками, Кога-но кубо 1455—1497
- Асикага-но Масаудзи, сын Асикага-но Сигэудзи, р.1465, Кога-но кубо 1497—1512
- Асикага-но Такамото, сын Асикага-но Масаудзи, р.1483, Кога-но кубо 1512—1535
- Асикага-но Харуудзи, сын Асикага-но Такамото, р.1508, Кога-но кубо 1535—1552
- Асикага-но Ёсиудзи, сын Асикага-но Харуудзи, р.1541, Кога-но кубо 1552—1583, в 1556 получил ранг дзюгоигэ и должность самарё-но гогэн, в 1557 получил ранг дзюсиигэ и должность ухёэса

## Линия даймё Кицурэгава
- Кицурэгава-но Кунитомо, сын Асикага-но Ёридзуми, сына Асикага-но Ёсиаки, сына Асикага-но Масаудзи, р.1572, Симоцукэ Кицурэгава-но хан хансю —1593
- Кицурэгава-но Ёриудзи, сын Асикага-но Ёридзуми, р.1580, Симоцукэ Кицурэгава-но хан хансю 1593—1630
- Кицурэгава-но Таканобу, сын Кицурэгава-но Ёситика, сына Кицурэгава-но Ёриудзи, р.1596, Симоцукэ Кицурэгава-но хан хансю 1630—1648, ум.1653
- Кицурэгава-но Акиудзи, сын Кицурэгава-но Таканобу, р.1642, Симоцукэ Кицурэгава-но хан хансю 1648—1713
- Кицурэгава-но Удзихару, сын Кицурэгава-но Таканобу, р.1642, Симоцукэ Кицурэгава-но хан хансю 1648—1713